# Wimbledon Championships 1909
Die 33. Auflage der Wimbledon Championships fand 1909 auf dem Gelände des All England Lawn Tennis and Croquet Club an der Worple Road statt.
Der Zuschauerbereich des Center Courts wurde in diesem Jahr um 600 Plätze erweitert. Wegen andauernder Regenfälle musste das Turnier bis in die dritte Woche hinein verlängert werden.

## Herreneinzel
Arthur Gore verteidigte seinen Titel in der Challenge Round gegen Josiah Ritchie. Mit 41 Jahren und 182 Tagen war er der älteste Sieger im Herreneinzel.

## Dameneinzel
Dora Boothby errang mit einem Sieg über Agnes Morton ihren einzigen Titel.

## Herrendoppel
Arthur Gore und Herbert Roper Barrett besiegten im Finale Stanley Doust und Harry Parker.